# Roberto de Carvalho (álbum)
Roberto de Carvalho é o primeiro álbum de estúdio do multi-instrumentista e compositor brasileiro Roberto de Carvalho, lançado em 1992 pela gravadora Warner Music Brasil. Se diferindo da fórmula que rendeu sucesso absoluto, Roberto apresenta suas canções sem o envolvimento de sua parceira de composição e esposa, Rita Lee, durante um hiato profissional do casal.

## Contexto
Ao fim dos anos 80, apesar dos álbuns com ótimas vendas e músicas bem sucedidas tanto no Brasil quanto em outros países, a parceria musical e relacionamento entre os músicos Rita Lee e Roberto de Carvalho vivia uma crise. Rita estava lutando contra seus vícios em drogas e álcool somado ao luto de seus pais e irmã, enquanto Roberto, já sóbrio há anos, tentava ajudar a esposa a superar seus problemas, ao mesmo tempo que a dupla conciliava a vida midiática e trabalhos a criação dos três filhos do casal. 
Com o lançamento do álbum Rita Lee e Roberto de Carvalho em novembro de 1990, a parceria dava claros sinais de esgotamento no repertório e na relação, como aponta a crítica. O disco que incluía rock ironicamente intitulado "Coração em Crise" também apresentava pela primeira vez músicas assinadas e cantadas por Roberto de Carvalho e outros artistas, sem o nome de Rita. Entretanto, o álbum foi recebido por críticas mistas pela público e por especialistas, trouxe vendas mornas em comparação com os álbuns antecedentes e não conseguiu emplacar nenhuma música de grande sucesso, indicando um possível desgaste na fórmula que os consagrou na década anterior. Assim, Rita Lee e Roberto de Carvalho optaram por uma separação artística, que durou até meados de 1995, com a turnê e álbum ao vivo A Marca da Zorra e posteriormente com o casamento civil da dupla, em 1996, após 20 anos juntos. 

## Visão Geral
Este álbum traz pela primeira vez Roberto de Carvalho cantando sozinho suas próprias músicas, além de tocar guitarra, teclados e produzir o álbum. O repertório apresenta uma sonoridade que transita entre a MPB e o pop rock, com arranjos bem elaborados e melodias marcantes, também compostos pelo próprio. Marcado por parcerias com grandes letristas como Arnaldo Antunes, Carlos Rennó e Rita Lee, o álbum explora temas como amor, relacionamentos, vícios e reflexões sobre a vida cotidiana. 
A canção "O Que Você Quer" fez parte da trilha sonora na novela Despedida de Solteiro na TV Globo e foi regravada por Rita, após a retomada e reconciliação definitiva do casal, no seu álbum de 1997, Santa Rita de Sampa, assim como a faixa "Mentiras", que também seria regravada pelo casal e incluída posteriormente no álbum de 2000, 3001. Apesar de ter sido aprovado pela mídia especializada da época, o álbum tão teve vendas tão expressivas como comumente foram seus projetos com Rita Lee.
Inicialmente, não houve lançamento oficial para plataformas de streaming, e suas edições físicas hoje são consideradas raridades e itens de colecionador. No entanto, em 22 de maio de 2025, o álbum foi finalmente disponibilizado nas plataformas digitais pela Universal Music, tornando-se acessível a novas gerações de ouvintes.

## Faixas
| N.º | Título                 | Compositor(es)              | Duração |  |
| 1.  | "Beijos da Sorte"      | Roberto de Carvalho         | 4:56    |  |
| 2.  | "Mentiras"             | De Carvalho                 | 2:35    |  |
| 3.  | "O Que Você Quer"      | De Carvalho Arnaldo Antunes | 4:31    |  |
| 4.  | "Meu ABC"              | De Carvalho Carlos Rennó    | 4:24    |  |
| 5.  | "Eterno Agora"         | De Carvalho Rita Lee        | 4:35    |  |
| 6.  | "Porta da Perdição"    | De Carvalho                 | 6:00    |  |
| 7.  | "Corações Kamikazes"   | De Carvalho                 | 4:30    |  |
| 8.  | "Cristais e Diamantes" | De Carvalho                 | 3:20    |  |
| 9.  | "Cinzas do Passado"    | De Carvalho                 | 3:23    |  |
| 10. | "Tesouro"              | De Carvalho Robi Brandt     | 3:24    |  |
| 11. | "Beijo da Sorte II"    | De Carvalho                 | 3:32    |  |

- A música "Beijo da Sorte II" só pode ser encontrada na versão de CD.[6] Não se sabe o motivo da remoção no lançamento para disco de vinil.